# 大坂町 (名古屋市)
大坂町（おおさかまち）は、愛知県名古屋市中区の地名。

## 歴史

### 町名の由来
南鍛冶屋町から東に曲がる箇所にある坂を大坂と通称し、また、その坂にある町筋を大坂筋と称したことに由来する。

### 沿革
- 1878年（明治11年）12月20日 - 大坂筋により、大坂町が成立する[1]。
- 1889年（明治22年）10月1日 - 名古屋市成立に伴い、同市大坂町となる[5]。
- 1908年（明治41年）4月1日 - 中区成立に伴い、同区大坂町となる[1]。
- 1944年（昭和19年）2月11日 - 栄区成立に伴い、同区大坂町となる[1]。
- 1945年（昭和20年）11月3日 - 栄区廃止に伴い、中区大坂町となる[1]。
- 1966年（昭和41年）3月30日 - 一部が栄三丁目に編入される[5]。
- 1969年（昭和44年）10月21日 - 住居表示実施に伴い、1丁目が栄三丁目、2・3丁目が栄四丁目に編入され廃止[1]。